# أليكس لويس
أليكس لويس (بالإنجليزية: Alex Lewis)‏ هو لاعب كرة قدم أمريكية أمريكي، ولد في 11 يونيو 1981 في Delran Township, New Jersey ‏ في الولايات المتحدة.

## أقرأ أيضا
- أليكس لينكولن
- أليكس ماجي
- أليكس ماك
- أليكس مورتنسن
- أليكس موفات

## وصلات خارجية
- أليكس لويس على موقع مرجع كرة القدم المحترفة.كوم (الإنجليزية)
- أليكس لويس على موقع JustSportsStats.com (الإنجليزية)